# Programme nucléaire de la Libye
| \| Tripoli Sebha Tadjourah \| |
| Tripoli Sebha Tadjourah       |

Drapeau libyen

Le programme nucléaire de la Libye est lancé par Mouammar Kadhafi le 5 mai 1975, lors de la signature d'un accord de coopération avec l'URSS pour construire le Centre de Recherche Nucléaire de Tadjourah (CNRT) et l'équiper d'un réacteur nucléaire de recherche de 10 mégawatts. 
En décembre 1977, l'URSS signe un nouvel accord pour la construction d'une centrale nucléaire, munie de 2 réacteurs à eau pressurisée de type VVER-440, d'une puissance de 440 Mégawatts chacun, sur la côte méditerranéenne de la Libye. 
En avril 1981, l'URSS livre un premier chargement de 11,5 kg d'uranium hautement enrichi pour alimenter le réacteur du CNRT. En août, il devient opérationnel. Le CNRT aurait hébergé des activités de conversion et d'enrichissement de l'uranium, et de retraitement du combustible nucléaire pour en séparer le plutonium.
Entre 1978 et 2002, au moins 2263 tonnes de concentrés d'uranium (non enrichi) importés de différents sources sont stockés dans des entrepôts militaires à proximité de la ville de Sebha (ville).
La Libye a reçu de l'uranium enrichi du Pakistan en 1985, 2000 et 2001 pour son programme nucléaire, et elle a pu séparer quelques grammes de plutonium.
En décembre 2003, Kadhafi abandonne son programme de développement d'armes nucléaires, ce qui améliore les relations de la Libye avec l'Europe et les États-Unis. Selon Kadhafi, la Libye était alors sur le point de fabriquer la bombe nucléaire.
Le 6 janvier 2004, la Libye ratifie le Traité d’interdiction complète des essais nucléaires (TICE). 
En janvier 2004, un avion américain transporte du matériel libyen d'enrichissement de l'uranium et des kits de guidage pour missiles longue portée jusqu'au laboratoire national d'Oak Ridge.
Le 10 mars 2004, la Libye signe le protocole additionnel de l'AIEA au Traité de non-prolifération des armes nucléaires (TNP).
En novembre 2004, lors d'un déplacement du président français Jacques Chirac en Libye, le colonel Kadhafi annonce que la Libye souhaite développer une industrie nucléaire civile dans un but pacifique.
En février 2005, les américains découvrent que l'uranium enrichi libyen ne proviendraient pas du Pakistan, mais de la Corée du Nord.
En juin 2005, la France et la Libye envisagent un accord de "coopération dans le domaine des applications pacifiques de l'énergie nucléaire".
En mars 2007, l'agence de presse officielle libyenne annonce un important accord avec les États-Unis portant sur la construction d'une centrale nucléaire pour produire de l'électricité. Les  États-Unis rétorquent que l'accord concerne uniquement un centre de médecine nucléaire.
En juillet 2007, lors d'une visite du président Nicolas Sarkozy est signé un accord de coopération nucléaire prévoyant la fourniture par la France d’un réacteur nucléaire pour une usine de dessalement de l’eau de mer, accord qui aurait permis le financement de la campagne électorale de Nicolas Sarkozy en 2007 dans le cadre de l'affaire Sarkozy-Kadhafi.
À la suite de l'intervention militaire de l'OTAN en Libye qui s'est soldée par la mort de Mouammar Kadhafi en 2011, l'usine de dessalement promis par Nicolas Sarkozy ne verra jamais le jour.